# ميكلوس إرديلي (لاعب كرة قدم)
ميكلوس إرديلي (بالمجرية: Erdélyi Miklós)‏ هو مدرب كرة قدم ولاعب كرة قدم مجري في مركز حراسة المرمى، ولد في 30 مارس 1981 في دبرتسن في المجر. لعب مع نادي بودابست هونفيد ونادي بودابست ونادي دبرتسني ونادي كيكسكيميت.